# Electron platyrhynchum
Electron platyrhynchum е вид птица от семейство Момотови (Momotidae).

## Разпространение
Видът е разпространен в Боливия, Бразилия, Гватемала, Еквадор, Колумбия, Коста Рика, Никарагуа, Панама, Перу и Хондурас.